# Club Social y Deportivo Colo-Colo
Colo-Colo (Club Social y Deportivo Colo-Colo) je čileanski nogometni klub iz grada Santiaga. Klub je osnovan 1925. godine.

## Povijest
Colo-Colo su osnovali bivši članovi kluba  Magallanes, nezadovoljni stanjem u klubu. Ime Colo-Colo su odabrali po poznatom poglavici indijanskog plemena Mapuche. 

Colo-Colo se odmah ukjljučio u lokalno prvenstvo Santiaga, postavši ubrzo jedan od jačih klubova. Također je jedan od osnivača čileanske profesionalne lige 1933., u kojoj je postao najuspješnija momčad s ukupno 29 naslova prvaka. Najveći uspjeh kluba je osvajanje Cope Libertadores 1991. godine pod vodstvom hrvatskog trenera Mirke Jozića. 

Najveći suparnici Colo-Cola su gradski rivali Universidad de Chile i Universidad Catolica, te nešto manje s Audax Italiano,  Magallanes, Palestino i Union Espanola. Tokom 1980.-ih je bilo izraženo rivalstvo s klubom Cobreloa iz Calame.

## Uspjesi

### Međunarodni
Copa Libertadores
- pobjednik: 1991.
  - finalist: 1973.

Recopa Sudamericana
- pobjednik: 1992.

Interamerički kup
- pobjednik: 1992.

Interkontinentalni kup
- finalist: 1991.

Copa Sudamericana
- finalist: 2006.

### Nacionalni
Prvenstvo Čilea
- prvak: 1937., 1939., 1941., 1944., 1947., 1953., 1956., 1960., 1963., 1970., 1972., 1979., 1981., 1983., 1986., 1989., 1990., 1991., 1993., 1996., 1997.Cl, 1998., 2002.Cl, 2006.Ap, 2006.Cl, 2007.Ap, 2007.Cl,  2008.Cl, 2009.Cl
  - doprvak: 1933., 1943., 1952., 1954., 1955., 1958., 1959., 1966., 1973., 1982., 1987., 1992., 1997.Ap, 2003.Ap,  2003.Cl, 2008.Ap, 2010.

  -  Ap - Apertura; Cl - Clausura

Kup Čilea
- pobjednik: 1958., 1974., 1981., 1982., 1985., 1988., 1989., 1990., 1994., 1996.
  - finalist: 1979., 1980., 1987., 1992.

Campeonato de Apertura de Chile
- pobjednik: 1933., 1938., 1940., 1945.
  - finalist: 1940.

Campeonato Nacional de Football
- pobjednik: 1936.

Campeonato Absoluto de Fútbol de Chile
- pobjednik: 1937.

Čileanska Liguilla Pre-Libertadores 
- pobjednik: 1982., 1987., 1988.
  - drugi: 1974., 1980., 1995.

Čileanska Liguilla Pre-Sudamericana 
- pobjednik: 2007.

Prvenstvo Santiaga
- prvak: 1925.1, 1928.2, 1929.2, 1930.3
- 1 - Liga Metropolitana; 2 - Liga Central de Football de Santiago, 3 - Asociación de Football de Santiago

Copa de Campeones de Santiago
- pobjednik: 1925.

Interkontinentalni kup:
- Finalist (1): 1991.

## Vanjske poveznice
- Službene klupske stranice (šp.)